# Nsimbala dyengea
Nsimbala dyengea är en insektsart som beskrevs av Irena Dworakowska 1974. Nsimbala dyengea ingår i släktet Nsimbala och familjen dvärgstritar. Inga underarter finns listade i Catalogue of Life.